# 郭林 (生物学家)
郭林，生物学家，武汉大学生命科学学院教授，主要从事感染与天然免疫过程中的蛋白质组变化以及蛋白质信号转导通路等方面的研究工作。入选中华人民共和国教育部第八批"长江学者"特聘教授。